# Bernd-Wilfried Kießler
Bernd-Wilfried Kießler (* 6. Februar 1945 in Thalberg) ist ein deutscher Journalist und Fachbuchautor.

## Leben
Kießler lebte bis zum 13. Lebensjahr in Torgau (Elbe), ab 1958 im Saarland, seit 1969 im Großraum Stuttgart.
Nach dem Abitur 1964 in Ottweiler/Saar wurde er 1969 an der Universität des Saarlandes in den Fächern Slawistik und Ev. Theologie zum Dr. phil. promoviert. Seine Dissertation trägt den Titel »Die Häresie der Strigol’niki«.
Nach einem Volontariat bei einer Zeitung in Stuttgart arbeitete er als Redakteur bei verschiedenen Zeitschriften, ehe er 1977 ein eigenes Redaktionsbüro gründete. 1984 konzipierte er die Kundenzeitschrift »Via Volvo« und leitete deren Redaktion bis zu ihrer Einstellung im Jahre 1987.
Kießler schrieb für alle namhaften überregionalen westdeutschen Tageszeitungen und arbeitete zwölf Jahre beim SDR in Stuttgart für Radio und Fernsehen zu den Themen Kultur, Soziales, Kirche, Reisen, Gastronomie, Wissenschaft und Automobiltechnik. Unter anderem drehte er für den SDR das Fernsehporträt »Ein Porsche namens Piëch« über Ferdinand Piëch.
Ab 1990 veröffentlichte er Sachbücher, unter anderem Firmenchroniken von Nissan, Daihatsu und Škoda sowie Führer über französische und englische Hausbootreviere. Deren erfolgreichster »Canal du Midi«, beschreibt die schiffbaren südfranzösischen Gewässer, erlebte fünf Auflagen und wurde ins Englische übersetzt.
Seit 2005 wirkt er an der Niederschrift und Veröffentlichungen von Lebenserinnerungen mit, unter anderem von Gerhard Woyda, dem Gründer und langjährigen Intendanten des Stuttgarter Renitenztheaters (»Den die Spötter lieben. Wie ich das Kabarett zu den Schwaben brachte«).  
Bernd-Wilfried Kießler ist verheiratet und hat zwei Kinder.

## Bücher
- Canal du Midi. Mittelmeer-Toulouse. 1990, 5. Aufl. 2008, ISBN 978-3-89225-172-9
- Nissan Automobile. Auf dem Weg zur Harmonie. 1990, ISBN 3-517-01182-7
- Elsaß-Lothringen. Führer für Binnengewässer. 1991, 2. Aufl., 1997, ISBN 3-89225-179-7
- Daihatsu Automobile. Erfahrung für die Zukunft. 1992, 2. erweiterte Aufl. 2004, ISBN 3-00-013508-1
- Die Norfolk Broads. Auf Flüssen und Seen im Südosten Englands. 1994, ISBN 3-89225-289-0
- Skoda-Automobile. Zukunft durch Tradition. 1995, ISBN 3-7688-0902-1
- Die Saône. Corre-Lyon. 1997, ISBN 3-89225-363-3
- The Canal du Midi. A cruiser’s guide. (engl.), London 2009, ISBN 978-1-40-811273-1
- Vom Hundertsten ins Tausendste. Reich bebilderte Merkwürdigkeiten. 2021, ISBN 978-3-00-067731-1
- Co-Autor: Marianne Ziefle – die Schwanenwirtin. Schlaglichter aus einem bewegten Leben. 2005, 2. Aufl. 2009, ISBN 3-00-016326-3
- Co-Autor: Heinz Müller – Vom Auerhahn, der im Rucksack flog. Geschichten rund um Besenfeld. 2007, ISBN 978-3-00-021470-7
- Co-Autor: Gerhard Woyda – Den die Spötter lieben. Wie ich das Kabarett zu den Schwaben brachte. 2007, ISBN 978-3-00-020545-3
- Co-Autor: Jochen Mass – Auf der Ideallinie in die Freiheit. 2009, ISBN 978-3-79-770549-5
- Co-Autor: Jochen Mass – Mille Miglia Revisited. (engl.), 2009, ISBN 978-3-79-770550-1

## Fernsehfilme
- Vorgestern, gestern, heute. Auf den Spuren von Einsteins Vorfahren, 1986
- Ein Porsche namens Piëch. Porträt Dr. Ferdinand Piëch, 1988
- Marmor, Glas und Widerspruch. Städtepartnerschaft Sindelfingen-Torgau, 1989
- Adieu, Péniche! Fahrt mit einem französischen Lastkahn, 1991